# Jeanne Niquille
Jeanne Niquille (Fribourg, 1 juli 1894 - aldaar, 9 september 1970) was een Zwitserse historica en archivaris.

## Biografie
Jeanne Niquille werd geboren als de dochter van een bosbouwkundige en een onderwijzeres. Na het voortijdige overlijden van haar vader verbleef ze bij haar oom, een priester, aan wie zij en haar broers en zussen de mogelijkheid hadden te danken om universitaire studies te volgen. In 1910 behaalde ze het diploma van onderwijzeres. Van 1914 tot 1918 studeerde ze geschiedenis aan de Universiteit van Fribourg, waar ze ook zou doctoreren. Van 1918 tot 1957 was ze aan de slag als archivaris bij de Staatsarchieven van Fribourg. In 1927 was ze wetenschappelijk lid van het Fribourgse comité voor de Schweizerische Ausstellung für Frauenarbeit (SAFFA). Niquille bracht in 1941 anoniem een werk uit over de geschiedenis van het kanton Fribourg. Ze publiceerde ook veelvuldige artikels in de Revue suisse d'histoire. In 1916 was ze de eerste vrouw wier artikelen werden gepubliceerd in de Revue d'histoire ecclésiastique suisse. Tevens was ze redactrice van de rubriek "Il y a cent ans" ("Honderd jaar geleden") in de krant La Liberté. Ondanks de omvang en het niveau van haar wetenschappelijk werk werd de post en de titel van staatsarchivaris haar geweigerd.

## Werken
- (fr)  Un siècle d'histoire fribourgeoise, 1941 (heruitgegeven in 1994).